# Cristoforo di Baden-Durlach
Cristoforo di Baden-Durlach (Durlach, 9 ottobre 1684 – Karlsruhe, 2 maggio 1723) era principe e (titolare) margravio di Baden-Durlach.

## Biografia
Cristoforo era figlio del margravio Federico VII di Baden-Durlach e di  Augusta Maria di Holstein-Gottorp (1649 – 1728), figlia del duca Federico III di Holstein-Gottorp.
Era fratello del regnante margravio Carlo III Guglielmo, che regno dal 1709 fino al 1738.

## Matrimonio e discendenti
Il 1 December 1711, Cristoforo sposò Maria Cristina Felicita (1692 – 1734), una figlia di Giovanni, Conte di Leiningen-Dagsburg-Falkenburg e della Contessa Giovanna Maddalena di Hanau-Lichtenberg. La coppia ebbe i seguenti figli:
- Principe Carlo Augusto di Baden-Durlach (Durlach, 14 novembre 1712 – Durlach, 30 septembre 1786), ultimo sovrano di Baden-Durlach (tutore di governo per Carlo Federico); sposò Juliane Schmid (poi Baronessa di Ehrenberg; 1753 - 1815)
- Principe Carlo Guglielmo Eugenio di Baden-Durlach (Castello di Karlsburg, 3 novembre 1713 – Graben, 9 maggio 1783), fece carriera militare; dal 1743 fu membro dell'autorità di tutela (tutore di governo per Carlo Federico) di Baden-Durlach con suo fratello. Morì celibe e senza figli.
- Principe Cristoforo di Baden-Durlach (Durlach, 5 giugno 1717 – Karlsruhe, 18 dicembre 1789), sposò il 28 novembre 1779 Katharina Höllischer (poi Baronessa di Freydorf; 1745 – 1811).

Dopo la prematura morte di Cristoforo, la sua vedova si sposò nel 1727 con Giovanni Guglielmo III, Duca di Sassonia-Eisenach come sua quarta moglie.
Poiché due dei suoi figli si sposarono morganaticamente ed un altro rimase celibe, questo ramo della famiglia non poté contribuire alla conservazione del casato di Baden-Durlach, quando iniziarono i conflitti sulla legittimità dei discendenti del granduca Carlo Federico nati dal matrimonio morganatico con Luisa Carolina di Hochberg.

## Ascendenza
|                                                        |                                     |                                                       | Genitori                               |  |  | Nonni |  |  | Bisnonni                    |  |  | Trisnonni                         |  |
|                                                        |                                     |                                                       |                                        |  |  |       |  |  | Federico V di Baden-Durlach |  |  | Giorgio Federico di Baden-Durlach |  |
|                                                        |                                     |                                                       |                                        |  |  |       |  |  | Federico V di Baden-Durlach |  |  | Giorgio Federico di Baden-Durlach |  |
|                                                        |                                     | Giuliana di Salm-Neuville                             |                                        |  |  |       |  |  | Federico V di Baden-Durlach |  |  |                                   |  |
| Federico VI di Baden-Durlach                           |                                     |                                                       |                                        |  |  |       |  |  | Federico V di Baden-Durlach |  |  |                                   |  |
|                                                        |                                     | Barbara di Württemberg                                | Federico I di Württemberg              |  |  |       |  |  |                             |  |  |                                   |  |
|                                                        |                                     | Barbara di Württemberg                                | Federico I di Württemberg              |  |  |       |  |  |                             |  |  |                                   |  |
|                                                        |                                     | Barbara di Württemberg                                | Sibilla di Anhalt                      |  |  |       |  |  |                             |  |  |                                   |  |
| Federico VII di Baden-Durlach                          |                                     | Barbara di Württemberg                                |                                        |  |  |       |  |  |                             |  |  |                                   |  |
|                                                        |                                     | Giovanni Casimiro del Palatinato-Zweibrücken-Kleeburg | Giovanni I del Palatinato-Zweibrücken  |  |  |       |  |  |                             |  |  |                                   |  |
|                                                        |                                     | Giovanni Casimiro del Palatinato-Zweibrücken-Kleeburg | Giovanni I del Palatinato-Zweibrücken  |  |  |       |  |  |                             |  |  |                                   |  |
|                                                        |                                     | Giovanni Casimiro del Palatinato-Zweibrücken-Kleeburg | Maddalena di Jülich-Kleve-Berg         |  |  |       |  |  |                             |  |  |                                   |  |
| Cristina Maddalena del Palatinato-Zweibrücken-Kleeburg |                                     | Giovanni Casimiro del Palatinato-Zweibrücken-Kleeburg |                                        |  |  |       |  |  |                             |  |  |                                   |  |
|                                                        |                                     | Caterina di Svezia                                    | Carlo IX di Svezia                     |  |  |       |  |  |                             |  |  |                                   |  |
|                                                        |                                     | Caterina di Svezia                                    | Carlo IX di Svezia                     |  |  |       |  |  |                             |  |  |                                   |  |
|                                                        |                                     | Caterina di Svezia                                    | Anna Maria di Wittelsbach-Simmern      |  |  |       |  |  |                             |  |  |                                   |  |
| Cristoforo di Baden-Durlach                            |                                     | Caterina di Svezia                                    |                                        |  |  |       |  |  |                             |  |  |                                   |  |
|                                                        | Giovanni Adolfo di Holstein-Gottorp | Adolfo di Holstein-Gottorp                            |                                        |  |  |       |  |  |                             |  |  |                                   |  |
|                                                        | Giovanni Adolfo di Holstein-Gottorp | Adolfo di Holstein-Gottorp                            |                                        |  |  |       |  |  |                             |  |  |                                   |  |
|                                                        | Giovanni Adolfo di Holstein-Gottorp | Cristina d'Assia                                      |                                        |  |  |       |  |  |                             |  |  |                                   |  |
| Federico III di Holstein-Gottorp                       | Giovanni Adolfo di Holstein-Gottorp |                                                       |                                        |  |  |       |  |  |                             |  |  |                                   |  |
|                                                        |                                     | Augusta di Danimarca                                  | Federico II di Danimarca               |  |  |       |  |  |                             |  |  |                                   |  |
|                                                        |                                     | Augusta di Danimarca                                  | Federico II di Danimarca               |  |  |       |  |  |                             |  |  |                                   |  |
|                                                        |                                     | Augusta di Danimarca                                  | Sofia di Meclemburgo-Güstrow           |  |  |       |  |  |                             |  |  |                                   |  |
| Augusta Maria di Holstein-Gottorp                      |                                     | Augusta di Danimarca                                  |                                        |  |  |       |  |  |                             |  |  |                                   |  |
|                                                        |                                     | Giovanni Giorgio I di Sassonia                        | Cristiano I di Sassonia                |  |  |       |  |  |                             |  |  |                                   |  |
|                                                        |                                     | Giovanni Giorgio I di Sassonia                        | Cristiano I di Sassonia                |  |  |       |  |  |                             |  |  |                                   |  |
|                                                        |                                     | Giovanni Giorgio I di Sassonia                        | Sofia di Brandeburgo                   |  |  |       |  |  |                             |  |  |                                   |  |
| Maria Elisabetta di Sassonia                           |                                     | Giovanni Giorgio I di Sassonia                        |                                        |  |  |       |  |  |                             |  |  |                                   |  |
|                                                        |                                     | Maddalena Sibilla di Hohenzollern                     | Gioacchino III Federico di Brandeburgo |  |  |       |  |  |                             |  |  |                                   |  |
|                                                        |                                     | Maddalena Sibilla di Hohenzollern                     | Gioacchino III Federico di Brandeburgo |  |  |       |  |  |                             |  |  |                                   |  |
|                                                        |                                     | Maddalena Sibilla di Hohenzollern                     | Caterina di Brandeburgo-Küstrin        |  |  |       |  |  |                             |  |  |                                   |  |
|                                                        |                                     | Maddalena Sibilla di Hohenzollern                     |                                        |  |  |       |  |  |                             |  |  |                                   |  |